# Santa Sofia d'Epiro
Santa Sofia d'Epiro é uma comuna italiana da região da Calábria, província de Cosenza, com cerca de 3.125 habitantes. Estende-se por uma área de 39 km², tendo uma densidade populacional de 80 hab/km². Faz fronteira com Acri, Bisignano, San Demetrio Corone, Tarsia.

## Demografia
| Variação demográfica do município entre 1861 e 2011                               |
|                                                                                   |
| Fonte: Istituto Nazionale di Statistica (ISTAT) - Elaboração gráfica da Wikipedia |